# Michael Vale
Michael Vale (* 28. Juni 1922 in Brooklyn, New York City, New York; † 24. Dezember 2005 in New York) war ein US-amerikanischer Schauspieler.

## Leben
Vale war durch seine Rolle als Dunkin’ Donuts Bäcker „Fred“ bekannt. Sein Leitsatz war „Time to make the doughnuts“. Er spielte als Maskottchen für Dunkin’ Donuts 15 Jahre in 1.300 unterschiedlichen Werbespots mit. 

## Filmografie (Auswahl)
- 1970: Shut Up… I’m Crying (Kurzfilm)
- 1987: Die Bill Cosby Show (The Cosby Show, Fernsehserie, eine Episode)
- 1986: Seasons in the Sun (TV)
- 1977: Looking Up
- 1977: The Psychic Parrot
- 1976: Der Marathon-Mann (Marathon Man)
- 1957: Giftiger Schnee (A Hatful of Rain)
- 1953: Guerilla Girl